# Нова Церкев (Хойницький повіт)
Нова Церкев (пол. Nowa Cerkiew, нім. Neukirch) — село в Польщі, у гміні Хойниці Хойницького повіту Поморського воєводства.
Населення — 767 осіб (2011).
У 1975-1998 роках село належало до Бидгощського воєводства.

## Демографія
Демографічна структура станом на 31 березня 2011 року:
|          | Загалом | Допрацездатний вік | Працездатний вік | Постпрацездатний вік |
| -------- | ------- | ------------------ | ---------------- | -------------------- |
| Чоловіки | 382     | 81                 | 271              | 30                   |
| Жінки    | 385     | 105                | 218              | 62                   |
| Разом    | 767     | 186                | 489              | 92                   |